# Hernán-Pérez (kommunhuvudort)
Hernán-Pérez är en kommunhuvudort i Spanien.   Den ligger i provinsen Provincia de Cáceres och regionen Extremadura, i den centrala delen av landet, 240 km väster om huvudstaden Madrid. Hernán-Pérez ligger 442 meter över havet och antalet invånare är 503.
Terrängen runt Hernán-Pérez är kuperad åt nordost, men åt sydväst är den platt. Runt Hernán-Pérez är det glesbefolkat, med 11 invånare per kvadratkilometer. Närmaste större samhälle är Montehermoso, 16,9 km sydost om Hernán-Pérez. Omgivningarna runt Hernán-Pérez är huvudsakligen savann.